# Ponte Pivdennij
Il Ponte Pivdennij (in ucraino: Південний міст, ovvero Ponte meridionale) è un ponte strallato stradale e ferroviario che attraversa il fiume Dnipro alla periferia meridionale di Kiev.

## Descrizione
Si tratta di un ponte strallato della lunghezza complessiva di 1256 metri con luce massima di 270 metri e dell'altezza di 135 metri. Il ponte fa parte della strada europea Strada europea E40, mentre i binari ferroviari fanno parte della Linea Syrec'ko-Pečers'ka della metropolitana di Kiev.

## Storia
La costruzione del ponte è cominciata nel 1983 e si è conclusa il 25 dicembre 1990, quando venne aperto al traffico automobilistico. Al 1992 risale invece l'apertura del ponte al traffico ferroviario.

## Galleria d'immagini

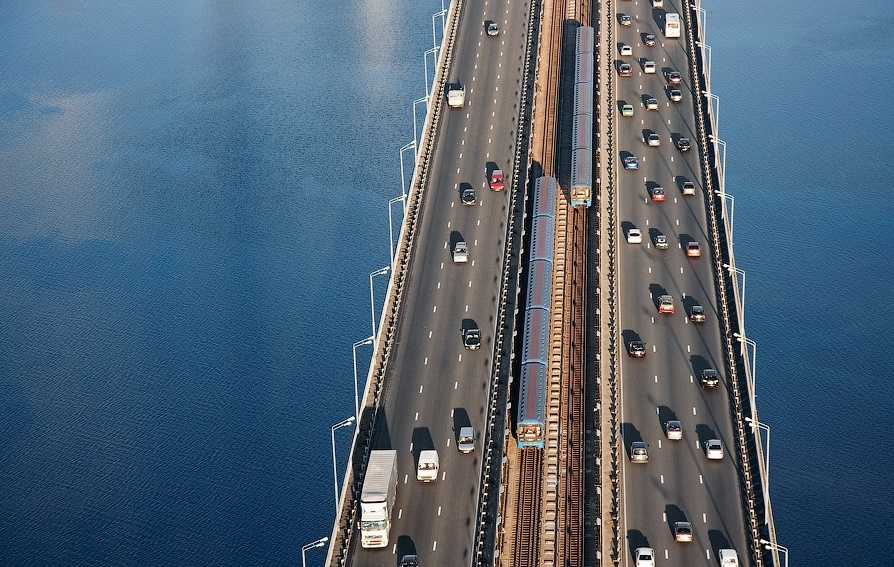
Vista dall'alto della carreggiata del ponte